# Manolo Alfaro
Manuel Alfaro de la Torre, conocido como Manolo Alfaro (Alcalá de Henares, Comunidad de Madrid, España, 19 de enero de 1971), es un exfutbolista y entrenador español. Jugó de delantero en Primera División de España con el Atlético de Madrid, Real Valladolid, Hércules CF y Villarreal CF. Actualmente es el segundo entrenador de David Dóniga Lara en el Sporting San Miguelito de la Primera División de Panamá.

## Trayectoria

### Como jugador
El complutense Manolo Alfaro fue un jugador de fútbol destacado de los años 1990 y principios de los 2000. Comenzó en el equipo de su ciudad natal, en la Real Sociedad Deportiva Alcalá, donde permaneció varios años en las categorías inferiores. El Real Madrid CF le realizó una prueba para jugar en los infantiles, pero no fue elegido. Tras destacar en el Alcalá, le fichó el Club Atlético de Madrid, club en el que estuvo cuatro temporadas, y sólo la última como integrante de la primera plantilla.
Debutó en Primera División de la mano del entrenador Joaquín Peiró, el 25 de abril de 1990, en un Atlético-CD Logroñés (3-1). En la temporada 1989/90 disputó 2 encuentros, ambos en el Estadio Vicente Calderón, contra el Logroñés y contra el Real Madrid. En la temporada 1990/91 el entrenador Tomislav Ivić le dio minutos a final de la liga en 2 partidos. En la 1991/92 su tercera temporada en el club rojiblanco, con Luis Aragonés como entrenador disputó 2 encuentros y el 7 de junio de 1992 marcó su primer gol en Primera División en un Atlético-Albacete (4-1). Finalmente en la 1992/93, subió al primer equipo definitivamente, disputó 19 partidos y transformó 2 goles.
En la temporada 1993/94 el Atlético lo cede por una temporada al Real Valladolid. Alfaro tan sólo disputó 5 partidos con el equipo pucelano. Posteriormente, en verano de 1994 fichó por el Hércules CF, equipo donde fue un ídolo para la afición herculana. Su debut con el conjunto alicantino fue en Segunda División en la temporada 1994/95, ante el Atlético Marbella, en el Estadio José Rico Pérez. En este partido logró su primer gol con la elástica herculana. Jugó 38 partidos en Primera División con el Hércules, marcando 15 goles y convirtiéndose en un especialista lanzador de tiros de penal (lanzó 9 marcándolos todos). Los celebraba enseñando camisetas de sus grupos de rock preferidos, como AC/DC.
En verano de 1997 el Real Sporting de Gijón quiso ficharlo, pero el Hércules Club de Fútbol se negó al traspaso. Tras concluir la temporada 1997/98 con los alicantinos, rechazó una oferta del Celta de Vigo para jugar en el Villarreal C. F.. Disputó su primer partido con el Villareal el 31 de agosto de 1998, en el Estadio Santiago Bernabéu contra el Real Madrid (4-1). En el submarino amarillo disputó 35 partidos en Primera y logró 12 goles. En su segunda temporada, tras el descenso, jugó 13 partidos y metió un gol. Su rendimiento en la temporada 1999/00 estuvo condicionado por unas calcificaciones en el tobillo derecho. El jugador valoró la posibilidad de operarse, pero finalmente decidió no pasar por el quirófano. En julio de 2000 se incorporó al Real Murcia Club de Fútbol, con la carta de libertad tras rescindir su contrato con el Villarreal C. F., que lo había declarado transferible a finales de temporada. Firmó un contrato hasta el 30 de junio de 2002. El Hércules CF estuvo pujando fuerte por Alfaro antes de que se decantase finalmente por el equipo murciano. Debutó con el equipo pimentonero el 24 de septiembre de 2000, en el partido Real Murcia-Albacete Balompié (2-0). Sustituyó a Luis Tonelotto en el minuto 69. En el Murcia no contó con numerosas ocasiones, jugando 14 partidos en la primera vuelta de la temporada 2000/01.
Regresó al Hércules CF en la segunda vuelta de la temporada 2000/01, llegó con la carta de libertad tras rescindir su contrato con el Real Murcia. Alfaro disputó la mayoría de los encuentros, en una nueva categoría para él en su etapa profesional, la Segunda B. La temporada 2001/02 estuvo también marcada por tendinitis. Actuó esporádicamente durante la liga, y siempre que lo hizo fue forzando y con molestias. Pese a todo, Alfaro acabó con un buen registro de goles.
Comenzó la temporada 2002/03, pero antes de acabar el año 2002 decidió retirarse del fútbol a causa de la tendinitis aquílea crónica. Manolo Alfaro, en el anuncio de su despedida como futbolista, recordó que se hizo futbolista en el Hércules CF, asegurando que la decisión de fichar en el equipo herculano fue la más acertada de su carrera: "Mi nombre sonaba más en el Atlético pero me hice realmente como futbolista en el Hércules", recordando especialmente el día de su debut, ante el Club Atlético Marbella en el que marcó su gol "más bonito".

### Como entrenador
Tras dejar de jugar al fútbol, Manolo Alfaro fichó en la temporada 2004/05 por la RSD Alcalá como director deportivo, asimismo entrenó al juvenil A, e hizo de segundo entrenador del primer equipo en Segunda División B junto al entrenador serbio Josip Višnjić. En la 2005/06 realizó trabajos como ojeador del Hércules CF. En verano de 2006 fichó como entrenador del FC Jove Español de la localidad alicantina de San Vicente del Raspeig, equipo de la Tercera División. En marzo de 2007 dimitió en el conjunto sanvicentero por motivos personales. Posteriormente comenzó la temporada 2007/08 entrenando al CD San Fernando de Henares aunque no llegó a terminar la temporada. En esa misma temporada jugó con el Club Atlético de Madrid la Liga Indoor junto con otros exjugadores del conjunto colchonero.
En febrero de 2008 Alfaro fichó por el Hércules CF como nuevo director deportivo junto a Paquito Escudero, para la planificación de la plantilla de jugadores de la temporada 2008/09.
En junio de 2009, Alfaro fichó por el Talavera C.F., club del grupo 18 de la Tercera División con un proyecto muy austero y para intentar a medio-largo plazo el ascenso a la Segunda B. En la temporada 2010/2011 el Talavera C.F se disolvió quedando Alfaro temporalmente sin equipo pero, a principios de noviembre, fue elegido como nuevo entrenador del C.D Toledo en 3.ª División con el único objetivo de ascender a Segunda División B. Una vez ascendido el equipo, Manolo Alfaro ha sido renovado para la temporada 2011/ 2012 para que siga ejerciendo, ya en Segunda División B, como entrenador del C.D Toledo.
En marzo de 2012 la comisión directiva del Toledo hizo oficial la destitución de Manolo Alfaro como entrenador del primer plantel verde debido a la derrota como local ante Real Madrid Castilla. Alfaro había llegado al Toledo en octubre de 2010, en sustitución de Ricardo Serna y había conquistado el ascenso a Segunda B.
En diciembre de 2013 se convierte en entrenador del Club Jorge Wilstermann de la Primera División de Bolivia, aunque sería destituido antes de finalizar la temporada.
En abril de 2015, el Orihuela C. F., militando en Tercera División, anuncia el fichaje de Alfaro hasta el final de la temporada.

### Anecdotario
- Su ídolo era el exjugador del Real Madrid Juanito.
- Marcó 28 de los 30 primeros penaltis de su carrera deportiva.
- En su etapa como jugador manifestó públicamente en numerosas ocasiones su oposición a la sentencia Bosman.
- Se le apodaba "el AC/DC del fútbol español", por su gran afición al hard rock y solía llevar camisetas del grupo AC/DC y Barricada debajo de la del equipo.

## Clubes

### Como jugador
| Club               | País   | Año       |
| ------------------ | ------ | --------- |
| RSD Alcalá         | España | 1989      |
| Atlético de Madrid | España | 1989-1993 |
| Real Valladolid CF | España | 1993-1994 |
| Hércules CF        | España | 1994-1998 |
| Villarreal CF      | España | 1998-2000 |
| Real Murcia CF     | España | 2000-2001 |
| Hércules CF        | España | 2001-2002 |

### Como Segundo entrenador
| Club        | País   | Año       | Se. En. de     |
| ----------- | ------ | --------- | -------------- |
| RSD Alcalá  | España | 2004-2005 | Esteban Becker |
| Sporting SM | Panamá | 2023-act. | David Dóniga   |

### Como entrenador
| Club                       | País    | Año       |
| -------------------------- | ------- | --------- |
| FC Jove Español            | España  | 2006-2007 |
| CD San Fernando de Henares | España  | 2007      |
| Talavera CF                | España  | 2009      |
| CD Toledo                  | España  | 2010-2012 |
| Club Jorge Wilstermann     | Bolivia | 2014      |
| Orihuela CF                | España  | 2015      |
| Club Deportivo Azuqueca    | España  | 2016-2017 |
| Villarrubia Club de Fútbol | España  | 2018      |
| Club Deportivo Azuqueca    | España  | 2018-2019 |
| Club Deportivo Toledo      | España  | 2022      |

## Palmarés

### Campeonatos nacionales
| Título           | Club               | País   | Año       |
| ---------------- | ------------------ | ------ | --------- |
| Copa del Rey     | Atlético de Madrid | España | 1991-1992 |
| Segunda División | Hércules CF        | España | 1995-1996 |

- Ascenso a Primera División con el Villarreal CF (1999/00).